# Poppo (Metz)
Poppo († 1103), französisch Poppon, auch Burchard genannt, war von 1090 bis 1103 der 52. Bischof von Metz.
Poppo stammte aus dem Haus Gleiberg-Luxemburg, sein Bruder war Heinrich II., Gründer der Abtei Maria Laach. Vor seinem Amtsantritt in Metz war Poppo Dompropst in Trier.
Seine Wahl zum Bischof von Metz 1090 geschah vor dem Hintergrund des Investiturstreits. Sie geschah ohne die Zustimmung des Kaisers Heinrich IV., der auf seinem dritten Italienzug war. Poppo profilierte sich gregorianisch und damit in Opposition zur kaiserlichen Kirchenpolitik. Die Bischofsweihe erfolgte erst 1093. Spätestens als Heinrich 1097 aus Italien zurückkehrte, setzte er mit Adalbero einen Gegenbischof in Metz ein, vor dem Poppo wenig später nach Frankreich ins Exil gehen musste, wo er 1103 starb.